# Toyota Kenya
Toyota Kenya Limited ist ein Automobilhändler in Nairobi, Kenia. Das Unternehmen wurde im Januar 2012 als Nachfolgeunternehmen der Toyota East Africa Limited gegründet.

## Geschichte
Die Toyota East Africa Limited ließ seit 1977 Fahrzeuge bei den Associated Vehicle Assemblers herstellen. Zu den montierten Fahrzeugen gehörten der Toyota Land Cruiser und der  Toyota Hilux.
Im Januar 2012 wurde das Unternehmen durch die Toyota Kenya Limited ersetzt.
Im Jahr 2013 wurde bei AVA mit der Montage von Lastkraftwagen der Marke Hino begonnen. Dazu hatte Toyota 500 Mio. KES (rund 5 Mio. EUR) investiert.